# Jižní Korea na Letních olympijských hrách 1952
Jižní Koreu na Letních olympijských hrách v roce 1952 ve finských Helsinkách reprezentovala výprava 19 sportovců (18 mužů a 1 žena) v 6 sportech.

## Medailisté
| Medaile | Jméno        | Sport    | Soutěž                       |
| ------- | ------------ | -------- | ---------------------------- |
| Bronz   | Kang Jun-Ho  | Box      | Muži váha bantamová do 54 kg |
| Bronz   | Kim Sung-Jip | Vzpírání | Muži střední váha do 75 kg   |